# Rumunia na Zimowych Igrzyskach Olimpijskich 1968
Rumunię na Zimowych Igrzyskach Olimpijskich 1968 reprezentowało 30 zawodników: 29 mężczyzn i jedna kobieta. Był to ósmy start reprezentacji Rumunii na zimowych igrzyskach olimpijskich.

## Zdobyte medale
| Medal | Zawodnik                    | Dyscyplina | Konkurencja     | Rezultat |
| ----- | --------------------------- | ---------- | --------------- | -------- |
| Brąz  | Ion Panțuru, Nicolae Neagoe | Bobsleje   | Dwójki mężczyzn | 4:44,56  |

## Skład kadry

### Biathlon
Mężczyźni
| Zawodnik                                                                | Konkurencja         | czas biegu | Kary | Łączny czas | Pozycja |
| ----------------------------------------------------------------------- | ------------------- | ---------- | ---- | ----------- | ------- |
| Constantin Carabela                                                     | Bieg na 20 km       | 1:22:52,2  | 0:00 | 1:22:52,2   | 14.     |
| Vilmoș Gheorghe                                                         | Bieg na 20 km       | 1:20:07,3  | 6:00 | 1:26:07,3   | 22.     |
| Gheorghe Cimpoia                                                        | Bieg na 20 km       | 1:25:36,5  | 1:00 | 1:26:36,5   | 23.     |
| Nicolae Bărbășescu                                                      | Bieg na 20 km       | 1:24:05,3  | 4:00 | 1:28:05,3   | 29.     |
| Gheorghe Cimpoia Constantin Carabela Nicolae Bărbășescu Vilmoș Gheorghe | Sztafeta 4 × 7,5 km | 2:25:39,8  | 4    | 2:25:39,8   | 7.      |

### Bobsleje
Mężczyźni
| Osada | Zawodnik                                                    | Konkurencja | Ślizg 1              | Ślizg 2                   | Ślizg 3                   | Ślizg 4                   | Łącznie                   | Pozycja                   |
| ----- | ----------------------------------------------------------- | ----------- | -------------------- | ------------------------- | ------------------------- | ------------------------- | ------------------------- | ------------------------- |
| ROU-1 | Ion Panțuru Nicolae Neagoe                                  | Dwójki      | 1:10,20              | 1:11,62                   | 1:11.31                   | 1:11,33                   | 4:44,46                   | brąz                      |
| ROU-2 | Romeo Nedelcu Gheorghe Maftei                               | Dwójki      | Nie ukończyli slizgu | Nie ukończyli konkurencji | Nie ukończyli konkurencji | Nie ukończyli konkurencji | Nie ukończyli konkurencji | Nie ukończyli konkurencji |
| ROU-1 | Ion Panțuru Petre Hristovici Gheorghe Maftei Nicolae Neagoe | Czwórki     | 1:10,59              | 1:07,55                   |                           |                           | 2:18,04                   | 4.                        |

### Hokej na lodzie
Reprezentacja mężczyzn
| - Constantin Dumitraș - Mihai Stoiculescu - Ștefan Ionescu - Dezideriu Varga - Zoltan Czaka - Zoltan Fagarasi - Răzvan Schiau - Ștefan Texe - Vasile Boldescu |  | - Eduard Pană - Geza Szabo - Ion Bașa - Iulian Florescu - Aurel Moiș - Alexandru Calamar - Valentin Ștefan - Ioan Gheorghiu - Iuliu Szabo |

Reprezentacja Rumunii rozegrała mecz rundy kwalifikacyjnej z reprezentacją RFN ulegając jej 7:0 i tym samym wzięła udział w rozgrywkach grupy B (pocieszenia) turnieju olimpijskiego. Ostatecznie reprezentacja Rumunii została sklasyfikowana na 12. miejscu (4. miejsce w grupie B).

#### Runda kwalifikacyjna
| 4 lutego 1968 | RFN | 7:0 | Rumunia |  |

|  |  |  |  |  |

#### Grupa B
| Drużyna    | M | Mecze | Mecze | Mecze | Bramki | Bramki | Bramki | Pkt |
| Drużyna    | M | W     | R     | P     | +      | –      | +/-    | Pkt |
| ---------- | - | ----- | ----- | ----- | ------ | ------ | ------ | --- |
| Jugosławia | 5 | 5     | 0     | 0     | 33     | 9      | +24    | 10  |
| Japonia    | 5 | 4     | 0     | 1     | 27     | 12     | +15    | 8   |
| Norwegia   | 5 | 3     | 0     | 2     | 15     | 15     | 0      | 6   |
| Rumunia    | 5 | 2     | 0     | 3     | 22     | 23     | -1     | 4   |
| Austria    | 5 | 1     | 0     | 4     | 12     | 27     | -15    | 2   |
| Francja    | 5 | 0     | 0     | 5     | 9      | 32     | -23    | 0   |

Wyniki
| 7 lutego 1968 | Rumunia | 3:2 | Austria |  |

|  |  |  |  |  |

| 9 lutego 1968 | Rumunia | 7:3 | Francja |  |

|  |  |  |  |  |

| 12 lutego 1968 | Japonia | 5:4 | Rumunia |  |

|  |  |  |  |  |

| 16 lutego 1968 | Jugosławia | 9:5 | Rumunia |  |

|  |  |  |  |  |

### Łyżwiarstwo figurowe
| Zawodnik        | Konkurencja | Nota   | Pozycja |
| --------------- | ----------- | ------ | ------- |
| Beatrice Huștiu | Solistki    | 1457,2 | 29.     |

### Narciarstwo alpejskie
Mężczyźni
| Zawodnik       | Konkurencja | Konkurencja | Konkurencja         | Konkurencja         | Konkurencja   | Konkurencja   | Konkurencja           | Konkurencja           | Konkurencja           | Konkurencja           |
| Zawodnik       | Zjazd       | Zjazd       | Slalom gigant       | Slalom gigant       | Slalom gigant | Slalom gigant | Slalom specjalny      | Slalom specjalny      | Slalom specjalny      | Slalom specjalny      |
| Zawodnik       | Czas        | Pozycja     | Czas 1-go przejazdu | Czas 2-go przejazdu | Czas          | Pozycje       | Czas 1-go przejazdu   | Czas 2-go przejazdu   | Czas łączny           | Pozycja               |
| -------------- | ----------- | ----------- | ------------------- | ------------------- | ------------- | ------------- | --------------------- | --------------------- | --------------------- | --------------------- |
| Dan Cristea    | 2:18,52     | 62.         | 1:54,66             | 1:56,98             | 3:51,64       | 49.           | 56,10                 | 57,23                 | 1:53,33               | 25.                   |
| Dorin Munteanu | 2:22,53     | 65.         | 1:55,78             | 1:59,18             | 3:54,96       | 55.           | Odpadł w eliminacjach | Odpadł w eliminacjach | Odpadł w eliminacjach | Odpadł w eliminacjach |